# دیوید گومیس
دیوید گومیس (انگلیسی: David Gomis؛ زادهٔ ۲۱ دسامبر ۱۹۹۲) بازیکن فوتبال اهل فرانسه است.
وی همچنین در تیم ملی فوتبال گینه بیسائو بازی کرده‌است.